# Kobalt(III)fluoride
Kobalt(III)fluoride of trifluorkobalt is een fluoride van kobalt.

## Bereiding
Kobalt(III)fluoride wordt gevormd door de reactie van difluor met kobalt(II)fluoride, kobalt(II)chloride of kobalt(II)oxide bij 150-180 °C: 
{\displaystyle \mathrm {2\ CoF_{2}+F_{2}\longrightarrow 2\ CoF_{3}} }
{\displaystyle \mathrm {2\ CoCl_{2}+3\ F_{2}\longrightarrow 2\ CoF_{3}+2\ Cl} }
{\displaystyle \mathrm {2\ Co_{2}O_{3}+6\ F_{2}\longrightarrow 4\ CoF_{3}+3\ O_{2}} }

## Eigenschappen
Kobalt(III)fluoride is een lichtbruin poeder, dat hygroscopisch is en snel donkerbruin wordt in contact met vochtige lucht. De stof vormt een dihydraat, Co2F6·2H2O (CAS-nummer 54496-71-8). Ze moet daarom luchtdicht bewaard worden. Kobalt(III)fluoride is een corrosief product dat brandwonden en oogletsel kan veroorzaken.
Het is ook een sterk oxiderende stof.
In water ontleedt het, waarbij dizuurstof wordt vrijgezet:
{\displaystyle \mathrm {4\ CoF_{3}+2\ H_{2}O\longrightarrow 4\ HF+4\ CoF_{2}+O_{2}} }

## Toepassing
Kobalt(III)fluoride wordt gebruikt voor de productie van fluorkoolstoffen, waaronder fluoralkanen, door middel van het Fowlerproces. Daarin wordt een dampvormige koolwaterstof bij een temperatuur boven 300°C, gereageerd met kobalt(III)fluoride. De koolwaterstof wordt oxidatief gefluoreerd, terwijl kobalt(III)fluoride wordt gereduceerd tot kobalt(II)fluoride; bijvoorbeeld met methaan:
{\displaystyle \mathrm {CH_{4}+CoF_{3}\ {\xrightarrow {\Delta T}}\ CH_{3}F+CoF_{2}+HF} }
Het kobalt(II)fluoride kan terug naar kobalt(III)fluoride worden geoxideerd door reactie met fluorgas.
Een fluorering met fluorgas is hier niet mogelijk: fluorgas is zeer reactief is en de koolwaterstof zou ontvlammen. Met het minder reactieve kobalt(III)fluoride is de fluorering wel mogelijk.